# Boombastic Hits
Boombastic Hits är ett musikalbum av Shaggy från 2003 utgivet på labeln Virgin/EMI

## Låtlista
1. Boombastic
2. Piece Of My Heart
3. Something Different
4. Perfect Song
5. One Burner
6. Heartbreak Suzie
7. My Dream
8. Geenie
9. Forgive Them Father
10. Midnite Lover
11. Gal You A Pepper
12. In The Summertime